# Ospedale di San Valentino
L'ospedale dei mendicanti di San Valentino era un antico ospitale, situato a Vicenza che aveva la sede in borgo San Felice e possedeva anche un altro palazzo in zona Barche. Istituito nel Cinquecento come ospizio per i poveri, fu sempre più destinato a orfanotrofio e come tale rimase attivo fino al 1812.

## Storia
Nella seconda metà del Cinquecento la città di Vicenza viveva molte contraddizioni: da una parte la grande prosperità di poche famiglie aristocratiche, attestata dalle splendide architetture commissionate ad Andrea Palladio, dall'altra una generalizzata povertà che si traduceva in un numero crescente di mendicanti e vagabondi che affollavano le strade, le piazze, le chiese. Questi emarginati erano considerati, a ragione o a torto, elementi pericolosi per la pace sociale e per la sanità pubblica e così si giunse alla determinazione di metterli sotto controllo e possibilmente di avviare, almeno i più capaci, a un lavoro onesto.
Per eliminare questo disturbo o, meglio, per toglierlo da sotto gli occhi, nel gennaio 1573 il Consiglio di Vicenza deliberò di affidare a un comitato, formato da otto cittadini e presieduto dal conte Livio Pagello, l'incarico di trovare una soluzione per "metter qualche ordene sopra questi poveri derelitti"; due anni più tardi questo comitato propose di isolare i mendicanti in una casa - individuata dopo molte ricerche in un terreno fuori della porta del Castello, adiacente alla strada verso Verona, quasi a metà percorso tra il giardino dei Valmarana, oggi Giardini Salvi e la basilica dei Santi Felice e Fortunato - e di sostenerli con le elemosine offerte dai vicentini.
Il progetto si realizzò nel corso di un paio d'anni, anche in seguito alle premure del vescovo Matteo Priuli e grazie a una sottoscrizione alla quale, su iniziativa del Comune, aderirono ben 242 famiglie patrizie vicentine e che consentì di acquistare e attrezzare alcune case in borgo San Felice. Nel 1575 con pubblica processione del clero, delle corporazioni e del vescovo furono ricoverati molti poveri; nel 1576 l'ospedale dei mendicanti era in funzione e risultava articolato in due dormitori per complessivi 14 posti per i fanciulli e altrettanti per le fanciulle ma non era ancora completato per gli adulti.
Nel 1584 iniziarono i lavori per la costruzione della chiesa, che due anni dopo venne intitolata a San Valentino, martire e santo e fu decorata, sulla facciata e all'interno, da insigni opere di Alessandro Maganza.

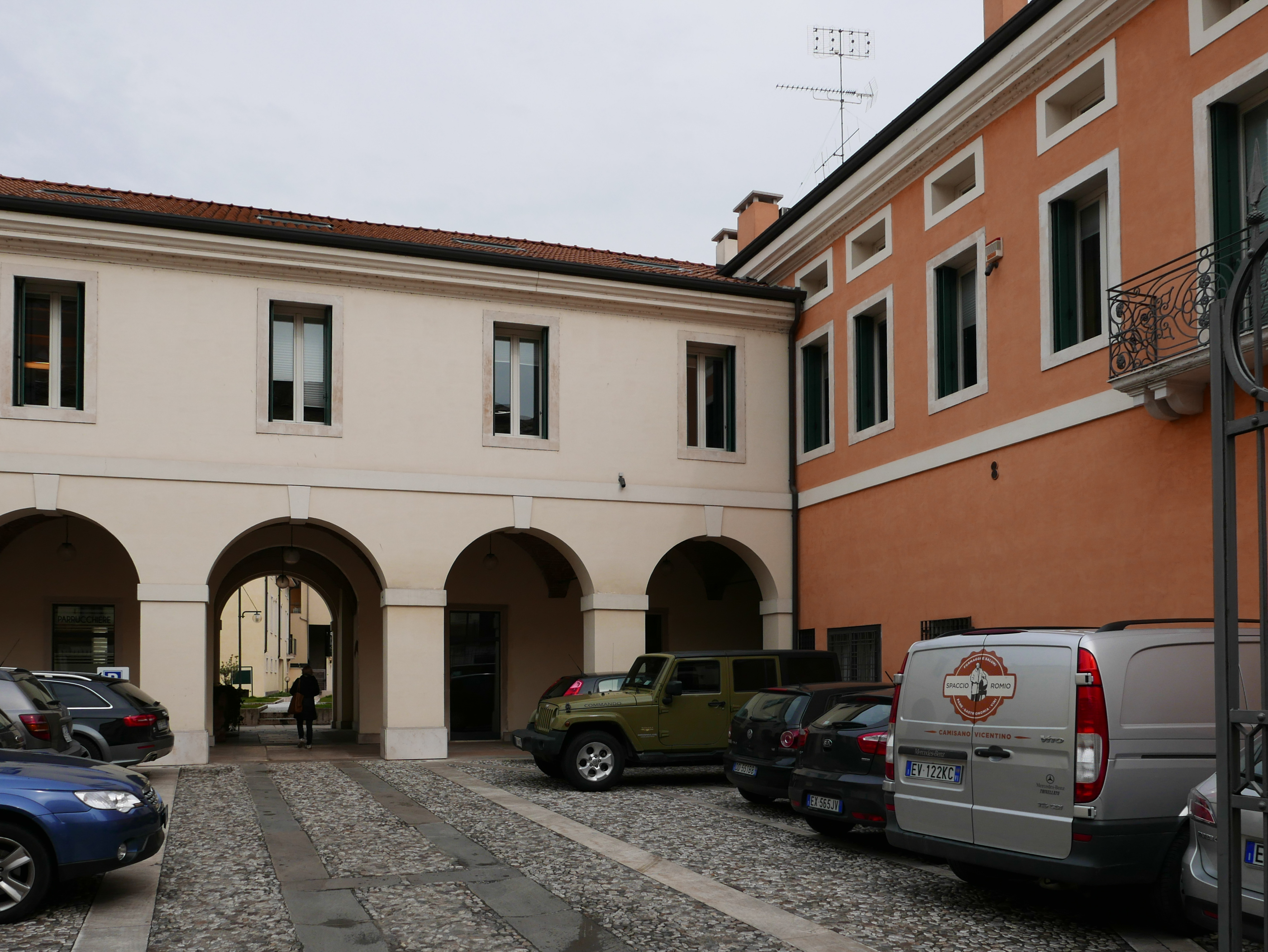
Cortile dell'ospedale

La nuova struttura accolse, con varia fortuna, oltre un centinaio di ospiti, alcuni dei quali in momenti di emergenza sanitaria dovettero essere dislocati nei vicini ospedali cittadini di San Bovo o di Sant'Ambrogio.
La gestione dell'ospedale fu affidata a una congrega, cioè a un gruppo di cittadini costituito da 11 nobili, 11 mercanti e 2 avvocati, per curare un'amministrazione che vedeva sempre più richieste e minori risorse; tra gli incarichi vi erano il procuratore e la madonna, due sindaci che supervisionavano mensilmente le entrate ricavate dal lavoro dei ragazzi, gli assistenti alle liti, quattro visitatori per il controllo settimanale delle case; nel 1658 per l'educazione religiosa e morale furono chiamati i padri Somaschi, già presenti e attivi alla Misericordia e a Palazzo San Giacomo. La separazione tra i settori maschili e femminile e la funzione esercitata dalla madonna non riuscirono a evitare disordini e polemiche tra la congrega e i somaschi.
Nel 1726 la congrega prese vari provvedimenti per ridurre il numero dei ricoverati, che ormai erano soprattutto orfani di padre e di madre: già negli ultimi decenni del Seicento i ricoverati erano "putti e putte, bocche fameliche", per cui venne stabilito che non venissero accolti bambini al di sotto dei cinque anni e, 15 anni dopo, al di sotto dei sette. I maschi potevano restarvi fino ai diciott'anni, contando che a quell'epoca avessero imparato un mestiere; le ragazze invece potevano trattenersi anche per tutta la vita se non si sposavano o non entravano in convento.
L'ospedale continuò a operare anche dopo la vendita di alcuni immobili - tra cui quelli di zona Barche - e la soppressione della congregazione avvenuta nel 1768, per volontà delle autorità religiose e civili della città, fino al 1812, quando gli orfani ancora presenti a San Valentino furono aggregati a quelli della Misericordia; successivamente, nel 1862 gli orfani maschi furono trasferiti nel nuovo orfanotrofio dell'ex-convento di San Domenico; ciononostante, continuarono lasciti e donazioni in favore degli orfani di San Valentino.
Quanto alla chiesa, le visite pastorali effettuate dai vescovi vicentini nel Seicento e nel Settecento la trovarono sostanzialmente in buono stato. Cessata l'attività dell'ospedale nel 1812, con la riforma dell'organizzazione ecclesiastica la chiesa passò alle dipendenze della parrocchia dei Santi Felice e Fortunato. Nel 1921 la Congregazione di Carità, che ne era divenuta proprietaria, la alienò a privati dopo aver invano sollecitato i parroci della città a individuare chi volesse conservarla quale luogo di culto.
Dopo vari passaggi di proprietà, decenni di incuria e progressivo degrado, la chiesa di San Valentino è stata oggetto di adeguati restauri negli anni 1989-90: liberato il grande vano dell'aula da elementi spuri, sono stati rinnovati il pavimento in cotto e il soffitto a lacunari lignei.

## Descrizione

### San Valentino in corso San Felice
A San Felice: 45.545656°N 11.536687°E

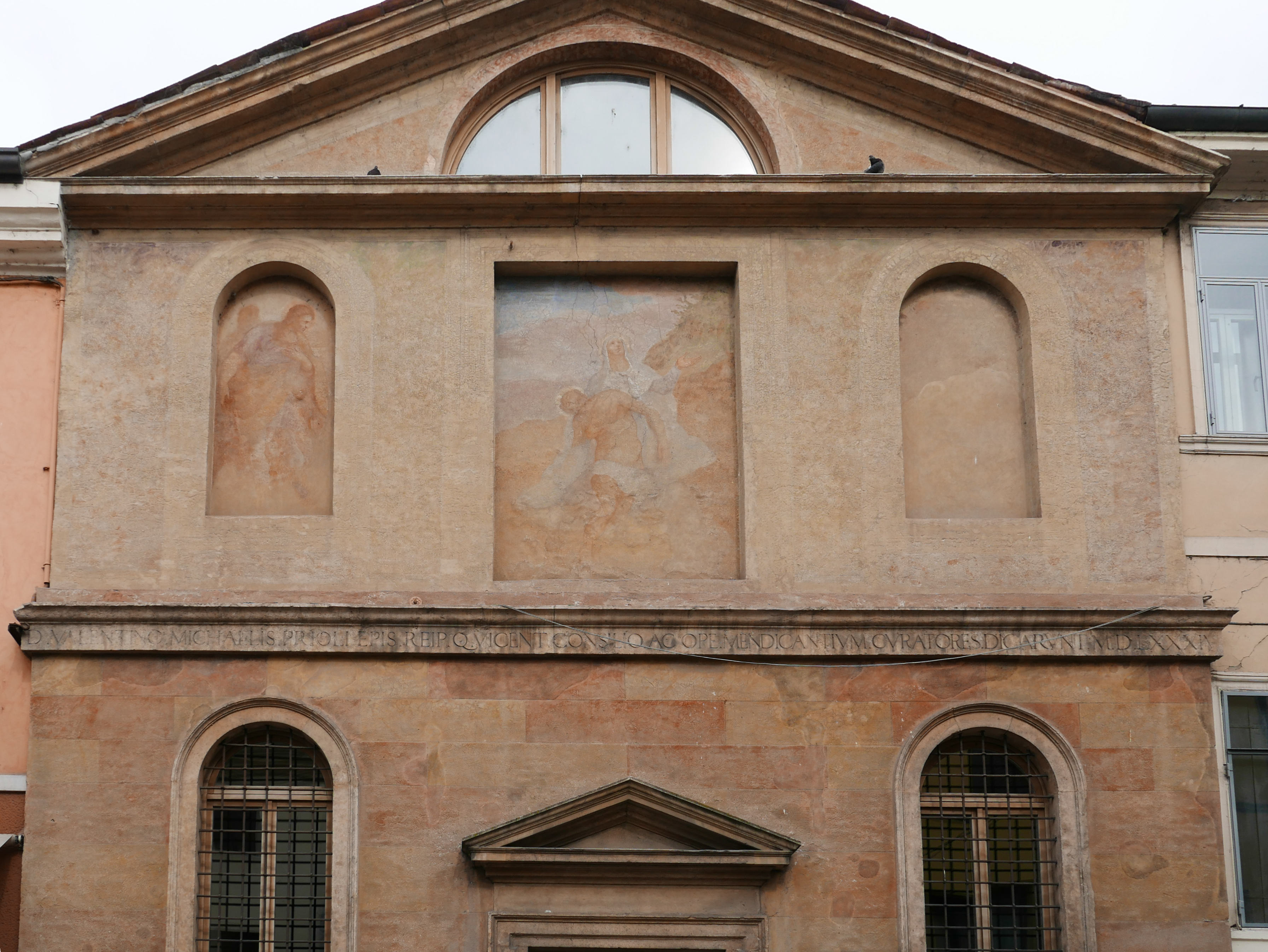
Dettaglio della facciata

Oggi l'edificio della chiesa è utilizzato come negozio di arredamenti; nulla sussiste più degli altari e dell'apparato interno: la grande pala dell'altare maggiore con San Valentino che risana gli infermi, dipinta da Alessandro Maganza intorno al 1585, è ora esposta alla parete della navata sinistra nella basilica dei Santi Felice e Fortunato.
A San Valentino, nella parete orientale sotto il pontile, rimane, entro un'elegante edicola con due colonne corinzie e timpano spezzato, la lapide di marmo nero del 1630 con soprastante stemma della famiglia Beregani, probabile lavoro della bottega degli Albanese. Nella parte alta delle pareti è dipinta una successione, ritmata da lesene, di finte nicchie centinate vuote, attribuibili alla bottega di Alessandro Maganza, certo responsabile degli ormai spariti affreschi della facciata.

### San Valentino in contrà Piancoli
Alle Barche: 45.546925°N 11.549076°E

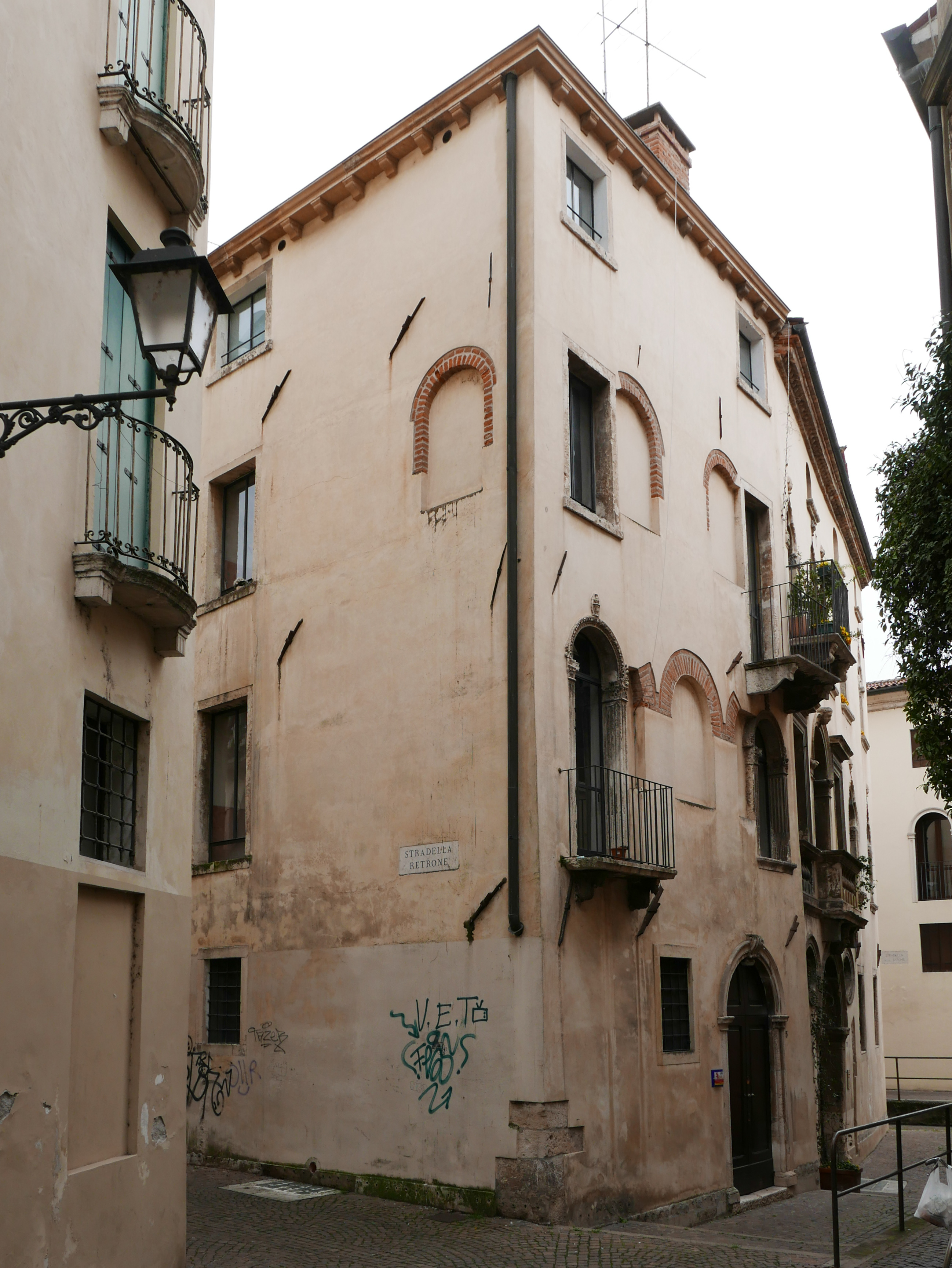
Edificio minore

In vicolo cieco Retrone, nella zona Barche del Centro storico, compreso tra stradella Retrone e stradella delle Barche vi è il complesso detto "ospedale di San Valentino": si tratta di due costruzioni adiacenti, in origine proprietà dell'ospedale di San Valentino di corso San Felice.
L'origine romanica del primo, minore edificio è testimoniata, nel prospetto su vicolo cieco Retrone al n. 5, dalle ghiere in cotto della trifora al primo piano e delle due finestre al secondo piano, ora murate e interrotte per aprire una finestra e una finestra-porta con balcone.
Il portoncino fu composto con elementi di risulta: le spalle hanno il toro gotico, settecenteschi sono le basi e i capitelli nonché la cornice, con chiave centrale, elegantemente elaborata. Tra il nono e l'ultimo decennio del Quattrocento si sovrapposero una finestra e una finestra-porta dal balcone sostenuto da due coppie di animali fantastici; seicentesco il breve sporto del tetto su piccole mensole inflesse; coeva la liscia cornice delle finestrelle sottostanti.
Il fianco, verso stradella Retrone, presenta, al piano terreno, un lacerto di ghiera romanica in cotto, due larghe finestre con cornice liscia seicentesca e una finestrella ottocentesca. Alle tre grandi finestre rettangolari seicentesche del primo piano, con cornice lapidea e soglia sporgente, corrispondono, nel secondo, altrettante minori, contemporanee; all'estrema destra si nota il profilo in cotto di una finestra romanica murata.
Nel secondo maggiore edificio al n. 7, si individuano elementi che si succedono dal XIV al XVII secolo. In facciata, a destra del portone affiora la spalla in pietra e un tratto di ghiera in cotto di un arco romanico; della stessa epoca sembrerebbero il cornicione in laterizio a dente di sega e le tre finestrelle arcuate del sottotetto, con soglia lapidea sporgente ma prive di cornice.
Nel piano terreno, le due finestre rettangolari a destra del portone hanno il toro gotico; del tipo gotico-fiorito - quindi del quinto-settimo decennio del Quattrocento - sono le due finestre soprastanti e quelle del secondo piano, con archi inflessi trilobi impennacchiati al vertice e con cornice a scacchi: tutte le soglie sono adorne di diamantini, mentre i capitelli delle due finestre del primo piano appaiono esternamente scalpellati.

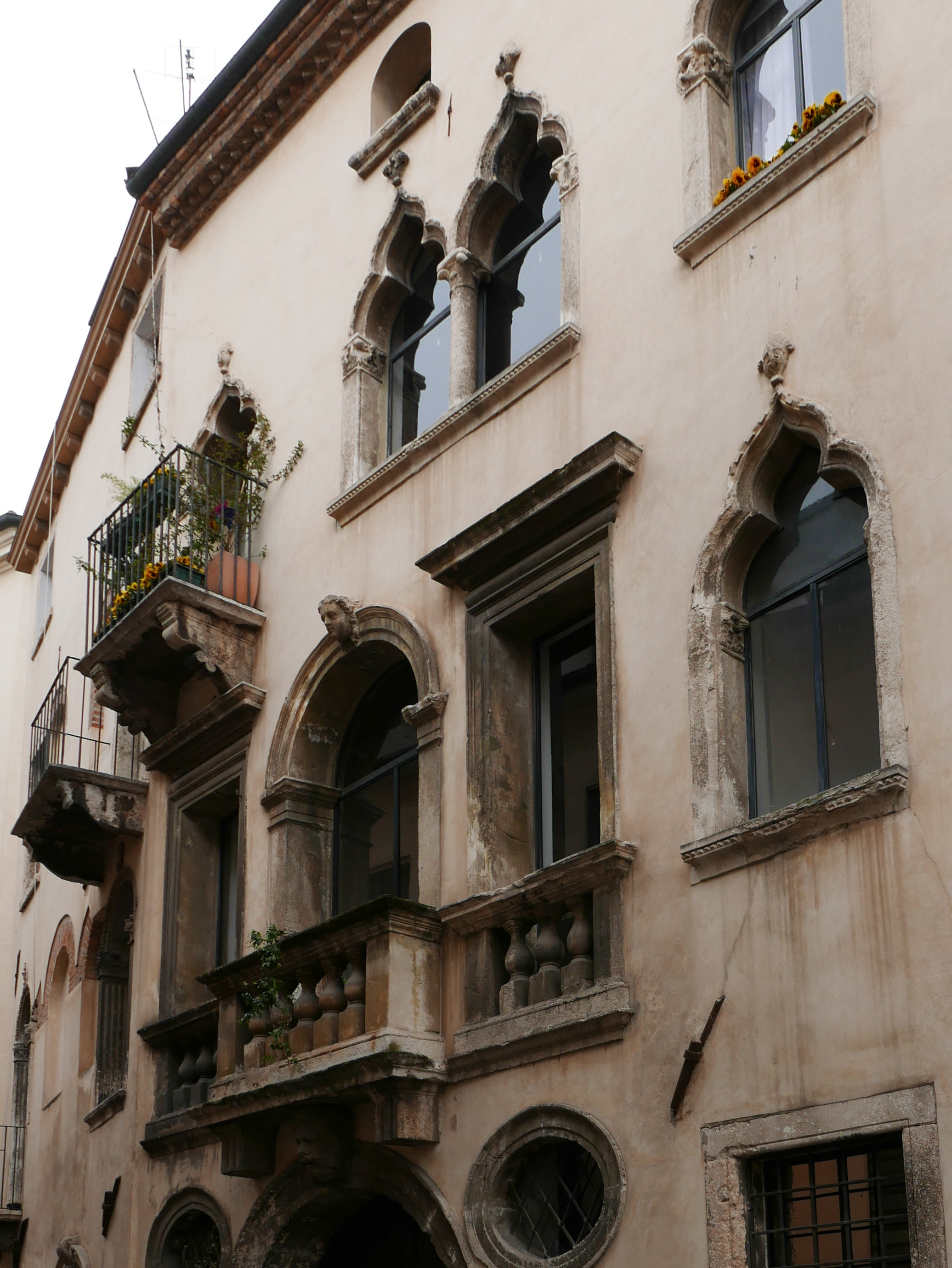
Edificio maggiore

Costruito a cavallo tra il Cinquecento e il Seicento è il portone curvilineo affiancato da due ovuli ellittici orizzontali e con testa virile in chiave d'arco: spalle e ghiera sono oblique per ottenere effetti prospettici. Ugualmente oblique spalle e ghiera della soprastante, contemporanea alla finestra-porta curvilinea, con testa femminile in chiave d'arco, balcone sporgente retto da mensole triglifate; pure oblique le spalle delle due coeve finestre-porte rettangolari ai lati.
Nel fianco, che s'allunga sulla stradella delle Barche al n. 14, si notano, in basso, lacerti di probabili archi romanici. Sul tetto, all'estremità destra, resta il tipico comignolo cilindrico, gotico. Al primo piano, sulla sinistra, una finestra triloba entro cornice archiacuta in cotto, struttura gotica forse trecentesca; quattro analoghe finestre trilobe, ma entro un profilo archiacuto ricavato nello spessore del muro, si aprono al secondo piano.
Nel Cinquecento si rinnovarono, al primo piano, la finestra-porta, dal ballatoio su forti modiglioni a doppio rotolo, e le tre finestre, tutte con soglia sporgente, architrave a orecchiette, fregio liscio e cimasa: venne allora mutilata la finestra triloba archiacuta sulla destra.

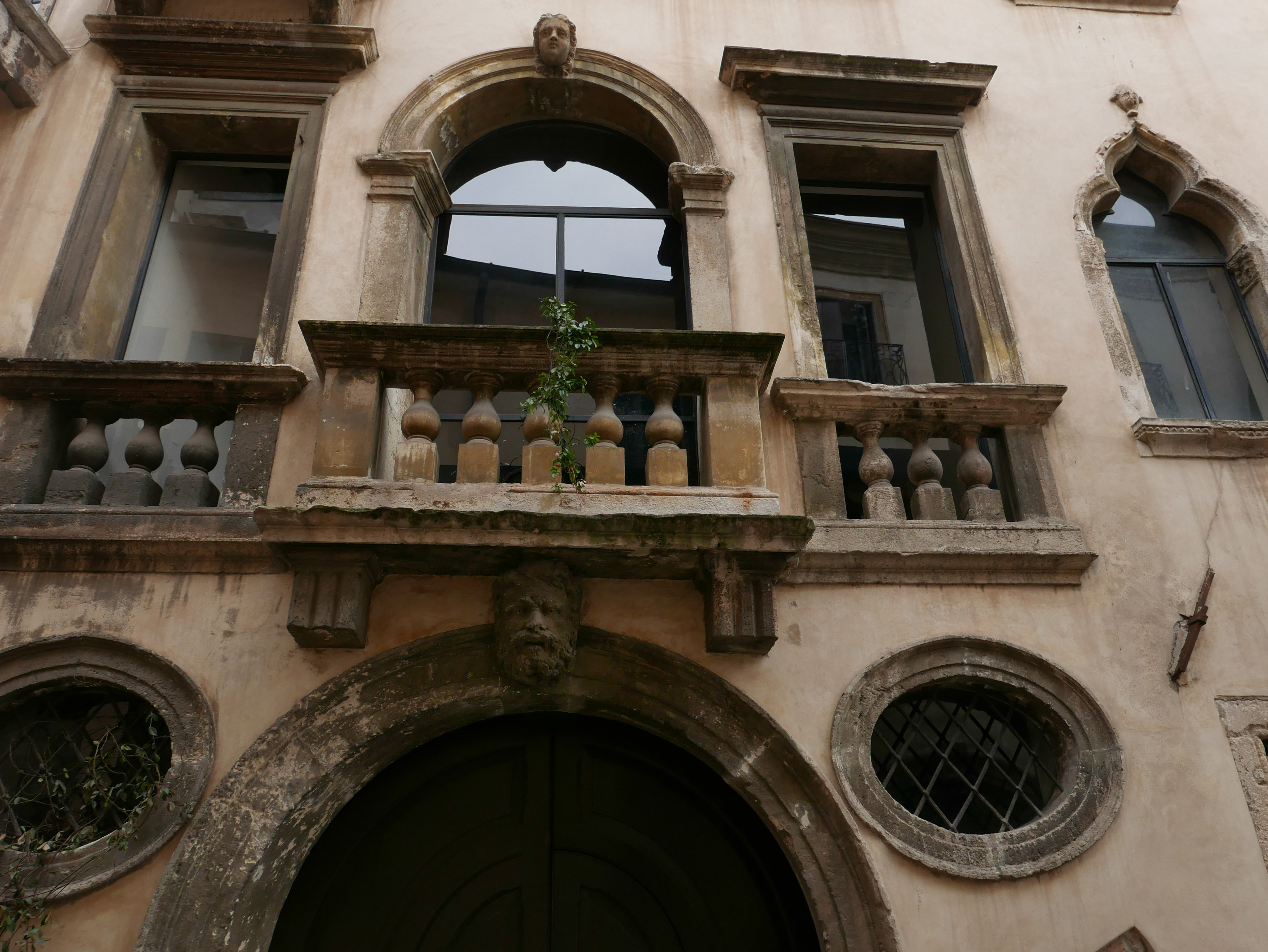
Dettaglio della facciata